# Сянская армия

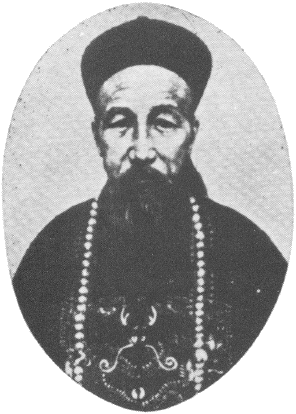
Цзэн Гофань, лидер Сянской армии

Сянская армия или Хунаньская армия (湘軍) — постоянная армия, организованной Цзэн Гофанем из существующих региональных и деревенских сил ополчения, называемых Туанлянь, для сдерживания восстания тайпинов в Цинском Китае (1850—1864 гг.). Название взято из провинции Хунань, где была сформирована армия. Армия финансировалась за счёт местной знати и дворянства, а не через централизованную маньчжурскую систему династии Цин. Армия была в основном расформирована Цзэном после повторного захвата столицы тайпинов Нанкина.
Хотя она была создана специально для решения проблем в провинции Хунань, армия сформировала ядро нового цинского военного ведомства и, как таковая, навсегда ослабила маньчжурское влияние внутри вооружённых сил (восемь знамён). Эту передачу централизованного командования обычно называют основной причиной возможного падения династии Цин и появления региональных военачальников в Китае в первой половине двадцатого века.
Сянская армия была одной из двух армий, известных как Хунаньская армия. Другая армия Хунани, названная армией Чу, была создана бывшим командующим Сянской армии Цзо Цзунтаном для участия в Дунганском восстании (1862—1877). Остатки Сянской армии, которая также участвовала в войне, тогда назывались «Старой армией Хунани».

## История

### Тайпинское восстание

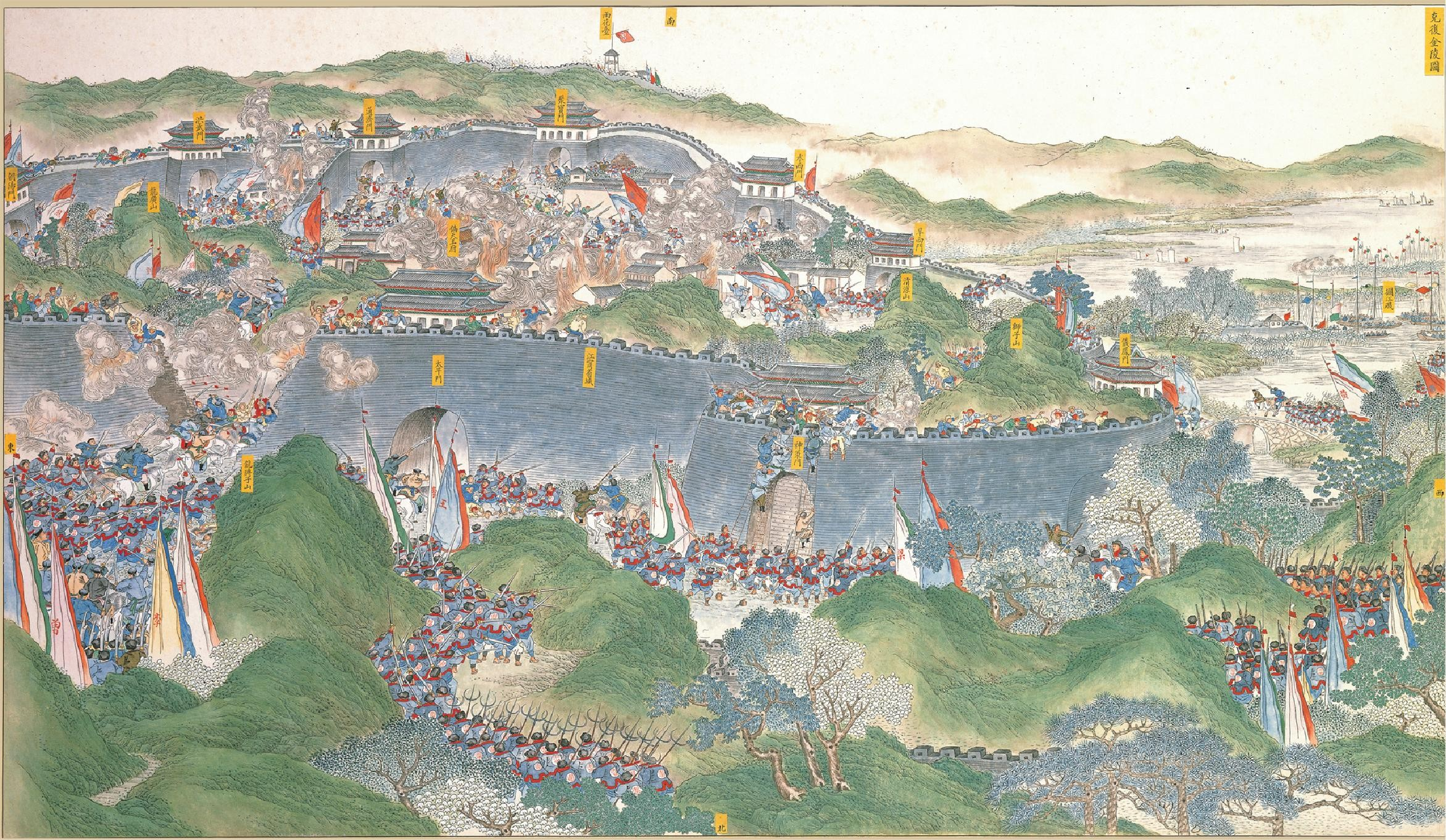
Сянская армия отбивает Цзиньлин, пригород столицы Тайпинов, 19 июля 1864 года.

Восстание тайпинов началось в декабре 1850 года в провинции Гуанси и усилилось после серии небольших побед над местными войсками Цин. Восстание быстро распространилось на север. В марте 1853 года от 700 000 до 800 000 тайпинских солдат под командованием главнокомандующего Ян Сюцина взяли Нанкин, убив 30 000 маньчжурских мирных жителей и «знамённых». Город стал столицей движения и был переименован в «Тяньцзин» («Небесная столица»). К этому моменту Тайпинское Небесное царство охватывало большую часть процветающего южного и центрального Китая с центром в долине реки Янцзы. Они продолжили свои попытки расширения на север и послали две армии, чтобы захватить верхнюю часть Янцзы, в то время как ещё две попытались захватить новую имперскую столицу Пекин. Западное наступление увенчалось некоторым успехом, но атака на Пекин провалилась.

### Создание
Цзэн Гофаню было поручено ограничить попытки повстанцев взять под свой контроль провинцию Хунань. В 1852 году он был назначен цинским двором комиссаром ополчения Центрального Китая. Цзэн Гофань расширил ранее существовавшее ополчение Туанлянь до вооружённых сил общей численностью 17 000 человек, включая тринадцать батальонов по 6500 человек и флот из десяти батальонов по 5000 человек. Ей было присвоено название «Сянская армия», а главнокомандующим стал Цзэн Гофань, принимавший приказы только от Цзэна. Новое правило называлось «Солдаты следовали за генералом, солдаты принадлежали генералу» (兵隨將轉，兵為將有), что противоречило старому военному правилу, существовавшему до династии Северная Сун. «У солдат не было постоянного командира, у командира не было постоянных солдат» (兵無常帥，帥無常兵). Это новое военное правление стало непосредственной причиной эпохи военачальников. Эти Туанлянь были превращены в армию Юн Ин Сян.
Чтобы финансировать армию, Цзэн Гофань убедил губернатора провинции Хунань для отвлечения средств из провинциальной сети коммерческих станций взимания платы за проезд. В конце концов армия находит способы сбора средств у местных землевладельцев и торговцев.

### Кампании
Военачальники Цзэн Гофаня вернули под правительственный контроль провинциальную столицу Чанша, а затем Цзэн возглавил взятие Учана и Ханьяна недалеко от Ханькоу и был вознаграждён за свой успех назначением на пост заместителя главы Военного совета. Его армия была настолько успешной, что лидеры Цин быстро начали использовать её вместо своих собственных войск, превратив её в имперские силы, а не в местные силы, как они были созданы. В 1860 году Цзэн был призван использовать Сянскую армию для очистки Аньхоя и был назначен вице-королём Лянцзяна (两江总督, который состоял из провинций Цзянси, Аньхой и Цзянсу). В то время как Чарльз Джордж Гордон и его «Всегда побеждающая армия» очищали центральные районы повстанцев, Цзэн воспользовался возможностью, чтобы начать кампанию по возвращению Нанкина.
Вся территория вокруг города была очищена от повстанческих сил в ходе серии боёв, начавшихся в июне 1863 года. Битва за сам город началась 14 марта 1864 года, когда войска Цзэна попытались прорвать городские стены с помощью лестниц, но были отброшены. Во второй попытке использовались туннели, но встречные раскопки и вторая стена помешали прорыву. 3 июля Сянские войска одержали первую победу, взяв замок Дибао. Эта позиция позволяла им рыть новые туннели и начинять их взрывчаткой с намерением разрушить городские стены. Контратака не удалась, и 19 июля взорвалась взрывчатка, обрушившая большую часть стены. Город пал после ожесточённого трёхдневного боя.
Сянская армия разграбила и разграбила город, убив 100 000 тайпинских солдат и мирных жителей, по словам Цзэн Гофаня, и подожгла его. Город горел до 26 июля 1864 года. Цзэн Гофань получил звание маркиза (первого класса) Июн (毅勇侯) .
Почти сразу после взятия Нанкина Цзэн распустил 120-тысячное войско под своим командованием, хотя Цзо сохранил свои силы в целости и сохранности.

### Наместники
После подавления Тайпинского восстания, с 1864 по 1890 год, более половины провинциальных наместников в Китае были лидерами Сянской армии.

## Численность армии
В 1860 году мощь Сянской армии была непревзойдённой и насчитывала почти 360 000 солдат. Большую основную группу возглавил Цзэн Гофань со 130-тысячным войском. Регулярная армия Цин, Армия Зелёного знамени, насчитывала около 2 300 000 человек (включая Сянскую армию). Солдаты Тайпинского восстания насчитывали около 1 800 000 человек (включая 300 000 членов местных банд, неоднократно переходивших на другую сторону).
После 1864 года значительная часть армии была расформирована по приказу Цзэна. Однако части Цзо Цзунтана продолжают существовать. К 1870-м годам их насчитывалось около 120 000 человек.
Сянская армия также имела небольшую военно-морскую армию.

### Штаб-квартира
Штаб-квартира располагалась в округе Цимэнь, провинция Аньхой, с 1853 по 1861 год. После восстановления Аньцина, тогдашней столицы Аньхоя, в сентябре 1861 года штаб-квартира была перенесена туда из-за его близости к Нанкину.

### Организация
Официальный Ин (батальон) Хунаньской армии состоял из 5 офицеров и 500 солдат, а с учётом администрации и авианосцев их число достигает 688 человек. Поскольку каждый батальон был разделён на 4 шао (роты) и телохранителя, теоретически каждый ин должен был иметь 2 лёгких мортиры и 48 джингалов с копьями, мечами и фитильными ружьями, что ставило под угрозу остальную часть вооружения за счёт 1864 иностранных винтовок, оснащённых несколькими отделениями на Инь. От 2 до 10 батальонов образовывали бригаду под командованием бригадного генерала, при этом 2 или более бригадных генералов могли сформировать армию. Старшие командиры часто назначали своих младших командиров из числа родственников и друзей.
В 1856 году Хунаньская армия насчитывала около 60 000 солдат, все они были хунаньцами, а позже набор был расширен за пределы провинции Хунань. Сообщалось, что армия насчитывала 200 ин или 137 600 солдат .

### Зарплата
Одним из приоритетов Цзэн Гофаня в Сянской армии были финансы, поскольку он понимал, что хорошая оплата имеет решающее значение для морального духа на поле боя. В результате зарплата солдата Сянской армии составляла четыре таэля серебра в месяц по сравнению с зарплатой обычного солдата Зелёного знамени, составляющей около 1,5 таэля серебра в месяц.

### Главные лидеры
- Цзэн Гофань (曾國藩; 1811—1872)
- Цзо Цзунтан (左宗棠; 1812—1885)
- Цзэн Гоцюань (曾國荃; 1824—1890)
- Ху Линьи (胡林翼; 1812—1861)
- Ло Цзэнань (羅澤南; 1807—1856)
- Пэн Юлинь (彭玉麟; 1817—1890)

После того, как восстание тайпинов было подавлено, армии Хунани обратились к маньчжурскому двору с просьбой распуститься, опасаясь слухов о восстании против маньчжур, поскольку они стали слишком могущественными в глазах маньчжур. Маньчжурский двор согласился лишь превратить армию Пэн Юйлиня во флот.

### Младшие командиры
- Ли Сюбинь (李续宾; 1817—1858)
- Ли Сюи (李續宜; 1822—1863)
- Бао Чао (鮑超; 1828—1886)
- Лю Жун (劉蓉; 1816—1873)
- Лю Куньи (劉坤一; 1830—1902)
- Лю Чанъю (劉長佑; 1818—1887)
- Цзян Или (蔣益澧; 1833—1874)
- Ли Хунчжан (李鴻章; 1823—1901)

### Разоружение и революция
Цзэн Гофань начал разоружение Сянской армии с создания Хуайской армии Ли Хунчжаном, одним из самых важных командиров Сянской армии. В 1890 году часть армии Сян объединилась в банду и антиправительственное движение. Когда в 1911 году началась Синьхайская революция (Китайская революция), бывшие товарищи Сянской армии обратились друг против друга. Китайская Республика была основана 12 февраля 1912 года.